# Susanne Linke
Susanne Linke (Luneburgo, 19 giugno 1944) è una danzatrice e coreografa tedesca di fama internazionale che ha contribuito a sviluppare il Teatrodanza tedesco.

## Famiglia
Susanne Linke è la figlia del pastore Heinz Linke e di sua moglie Rosi Linke-Schäfer (nata Peschko). Suo zio, Sebastian Peschko, è stato pianista e accompagnatore di Lieder.

## Primi anni
L'infanzia di Susanne Linke è segnata da un disturbo dell'udito e delle capacità di linguaggio che causa un ritardo di alcuni anni nel suo sviluppo. È quindi solo intorno ai vent'anni che la giovane inizia a interessarsi alla danza: nel 1964 si reca a Berlino per prendere lezioni presso il Mary-Wigman-Studio. Lì incontra Dore Hoyer, che sarà da allora il suo grande punto di riferimento. Tre anni dopo si trasferisce a Essen per proseguire gli studi alla Folkwang-Hochschule. Nel 1970, incoraggiata da Pina Bausch, diventa danzatrice nel Folkwang Tanzstudio diretto dalla stessa Bausch.
Susanne Linke inizia a creare coreografie nel 1970. Le sue creazioni del 1975, Danse funèbre, Puppe? e Trop Tard, ricevono premi e riconoscimenti. A partire da quell'anno, e per i dieci anni successivi, Linke sostituisce Pina Bausch nella direzione del Folkwang Tanzstudio insieme a Reinhild Hoffmann.
Negli anni successivi nascono le coreografie Die Nächste bitte (1978), Im Bade wannen e Wowerwiewas (1980), Flut e Frauenballett (1981), Es schwant e Wir können nicht alle nur Schwäne sein (1982). La prima serata di teatrodanza interamente di sua creazione, dal titolo Am Reigenplatz, è del 1983 ed è ispirata alle Baccanti di Euripide.

## Carriera di solista e attività internazionale
La carriera internazionale da solista di Susanne Linke viene sostenuta in modo sostanziale dal Goethe-Institut. Schritte verfolgen (1985) è il suo primo grande balletto in assolo: il tema è la sua infanzia problematica e il suo sviluppo come danzatrice. Nel 2007 quest'opera viene da lei rivisitata, in collaborazione con l'artista visivo VA Wölfl e tre altre danzatrici, con il titolo Schritte verfolgen - Rekonstruktion und Weitergabe. Dagli anni Ottanta Susanne Linke frequenta tutti i grandi festival, interpreta i propri assolo e acquisisce notorietà mondiale. Nel 1985 lascia la direzione del Folkwang-Tanzstudio e lavora come libera coreografa per diverse compagnie in tutto il mondo, tra le altre la José Limón Company di New York, il Grupo Corpo di Belo Horizonte in Brasile, L'Opéra di Parigi e il Nederlands Dans Theater.
Nel 1987 presenta la propria versione di quattro delle cinque coreografie solistiche dal ciclo Afectos Humanos (1962) di Dore Hoyer, dedicate ai temi di vanità, lussuria, paura e amore. La documentazione filmica di questi lavori è stata ritrovata fra il materiale lasciato da Hoyer alla propria morte. Linke completa il ciclo con una propria coreografia intitolata Dolor, che rappresenta una contrapposizione con il lavoro di Hoyer e l'emancipazione dal suo modello.
I lavori successivi, i duo Affekte (1988) e Affekte/Gelb (1990), recuperano i temi di base di Afectos e li proiettano sulla relazione a due. Linke li interpreta insieme al partner Urs Dietrich.
Le coreografie presentate al pubblico internazionale, come Also Egmont, bitte (1986), hanno tutte grande successo. In Ruhr-Ort (1991) è messo in scena con grande realismo il mondo del lavoro nella Ruhr e il parallelismo fra il lavoro di un tempo nelle miniere di carbone e il moderno sfruttamento industriale e computerizzato delle risorse naturali.
All'inizio degli anni Novanta Linke fonda la Company Susanne Linke presso il Teatro Hebbel di Berlino. Nel 1994 costituisce una nuova compagnia presso il Bremer Tanztheater insieme a Urs Dietrich. Nel 2000/01 è tra i fondatori del Choreographischen Zentrums di Essen di cui diventa direttrice artistica. Dal 2001 è di nuovo libera coreografa e danzatrice.

## Riconoscimenti
Susanne Linke ha ricevuto nel 2007 il Deutscher Tanzpreis del Deutsche Berufsverband für Tanzpädagogik. Il 14 giugno 2008 viene nominata Offizier für Kunst und Literatur / Officier des Arts et des Lettres presso l'Akademie der Künste di Berlino. La Folkwang Universität di Essen la nomina nel 2010 professore onorario come riconoscimento del suo impegno di docente.